# George Llewelyn Davies

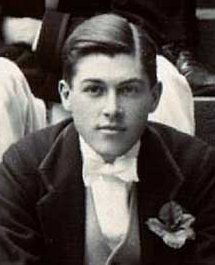
George Llewelyn Davies en 1912, a la edad de 19 años

George Llewelyn davies (20 de julio de 1893 – 15 de marzo de 1915) fue un británico, que junto a sus cuatro hermanos, fue la inspiración del autor J.M. Barrie para crear al personaje de Peter Pan. Fue abatido en combate durante la Primera Guerra Mundial; era primo de la escritora Daphne du Maurier. 

## Primeros años
Davies (la familia solo usaba el doble apellido Llewelyn Davies en ocasiones oficiales) y su hermano Jack conocieron a J.M. Barrie durante sus salidas regulares a los jardines de Kensington, con su niñera Mary Hodgson. Como el mayor (tenía cuatro años cuando conoció a Barrie) apareció de manera prominente en las primeras aventuras narradas y jugadas de las cuales el escritor sacó ideas para sus obras en esa época sobre niños pequeños. Él y Jack (y en menor medida Peter) aparecieron en un libro fotográfico de cuentos The Boy Castaways que Barrie hizo durante unas vacaciones compartidas en Barrie's Black Lake Cottage en 1901.
En la obra de teatro de 1904, Peter Pan y Wendy, Peter Pan tiene aproximadamente 10 años, la misma edad que Davies tenía cuando Barrie comenzó a escribir la obra en 1903. Barrie informó haber tomado parte de la caracterización de los hermanos sobre cosas que decían o hacían. Por ejemplo, en respuesta a los cuentos orales de Barrie sobre bebés que murieron y se fueron a vivir al país de Nunca Jamás, George habría exclamado: "Morir será una aventura tremendamente grande"; Esta se convirtió en una de las líneas más memorables de Peter Pan.
Barrie apoyó financieramente a George y sus hermanos después de la muerte de su padre (1907), y se convirtió en su principal tutor después de la muerte de su madre (1910). George continuó muy unido al "Tío Jim" cuando creció y se fue a la escuela, intercambiando cartas regularmente. Su hermano menor, Nico, lo describió más tarde (y su hermano Michael) como "Los Únicos": los chicos que más significaban para Barrie.

## Vida adulta

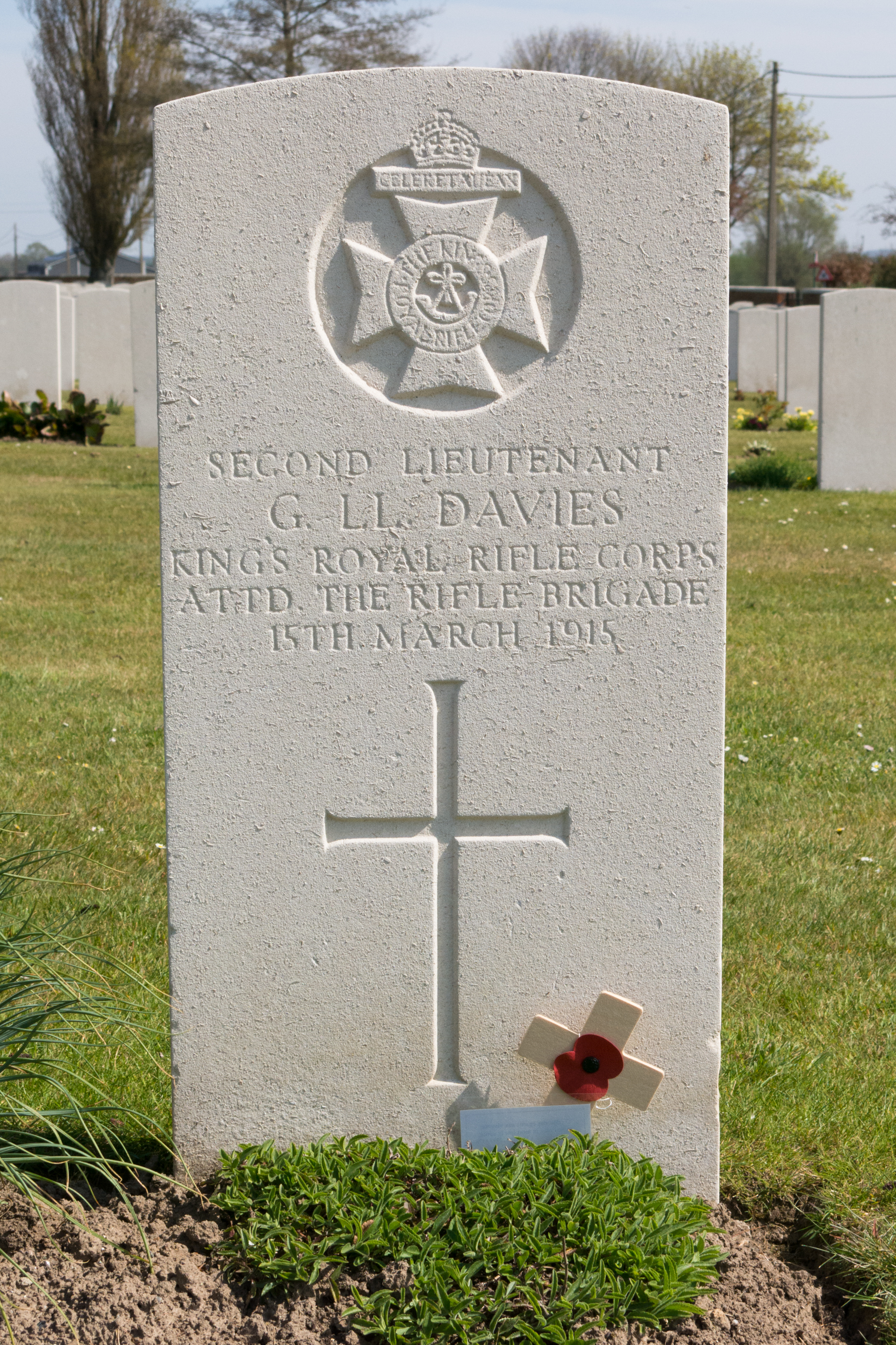
Tumba de Davies en Bélgica, en el Cementerio de Guerra de la Commonwealth.

George asistió a la Berkhamsted School y luego al Eton College, donde destacó en los deportes (especialmente el cricket) y fue elegido para el club social de élite Pop cuando aún era estudiante de primer año. Más tarde asistió al Trinity College, donde se unió al Amateur Dramatic Club (ADC), siguiendo los pasos tanto de su tío, el actor Gerald du Maurier, como de su tutor dramaturgo.
Tras la entrada del Reino Unido en la Primera Guerra Mundial, George y su hermano Peter se ofrecieron como voluntarios para el servicio. Recibió una comisión como segundo teniente en el Cuerpo Real de Fusileros del Rey y sirvió en las trincheras en Flandes, Bélgica.
En la mañana del 15 de marzo de 1915, George asistió a una reunión informativa con el coronel del batallón, donde los oficiales estaban recibiendo instrucciones para avanzar en la posición alemana en St. Eloi (Ypres). Descansando en un banco, George no se dio cuenta de que estaba sentado en una posición expuesta. Murió por un disparo en la cabeza, a los 21 años, abatido por un francotirador alemán. Esto ocurrió seis días después de la muerte de su tío, el coronel Guy du Maurier. J.M. Barrie le escribió a George para informarle de la muerte de su tío, pero cuando Barrie recibió su respuesta, el mismo George había sido asesinado.
George fue enterrado cerca de Ypres, Bélgica.